# ادنا مورفی
اِدنا مورفی (انگلیسی: Edna Murphy؛ ۱۷ نوامبر ۱۸۹۹ – ۳ اوت ۱۹۷۴) بازیگر اهل ایالات متحده آمریکا بود.
از فیلم‌هایی که وی در آن نقش داشته است، می‌توان به شلیک نکن، نمایش نمایش‌ها، ۴۵ دقیقه از هالیوود و تارزان و شیر زرین اشاره کرد.